# 于立军
于立军（1967年8月—），辽宁建平人，中华人民共和国政治人物。中国共产党党员，是第二十届中共中央候补委员（二十届三中全会上递补为中央委员会委员）。毕业于天津大学化工系化工设备与机械专业，在职研究生学历，硕士学位，研究员。曾任中共天津市委常委、教育工委书记，现任中共四川省委副书记、政法委书记。

## 生平
1989年，于立军于天津大学化工系毕业后留校担任化工系辅导员，随后出任化工系团委书记，天津大学团委副书记，校长办公室副主任，天津大学团委书记，校长助理等职务。
2003年，时年36岁的于立军出任天津大学党委副书记，副校长。跻身学校领导层，直到2007年离开天津大学。
2007年，于立军进入天津市教育主管部门工作，先后任天津市教委副主任，教育工委副书记。 2010年，于立军调任天津市另一高校天津职业技术师范大学担任党委书记。 2013年，于立军回到天津市教育工委，任常务副书记。
2016年12月，于立军调任天津市蓟县县委书记，随后天津市蓟县撤县设蓟州区。于立军继续担任书记。
2019年10月，于立军担任天津市委常委并回到教育工委担任书记。自2018年4月时任天津市教育工委书记程丽华调任财政部副部长后长达一年零两个月的空缺终于得到填补。
2021年2月，調任中共四川省委常委、组织部部长、省委党校校长。2024年7月，他在中共二十届三中全会上获递补为中央委员。
2024年9月，任中共四川省委副书记。2025年1月兼任省委政法委书记。